# Wulfaire
Wulfaire lub Wulfar (zm. 816) – arcybiskup Reims od 812 do 816 roku. 